# 京愛子
京 愛子（きょう あいこ、1948年 - ）は、宮城県栗原郡出身の元女子プロレスラー。本名・千葉 愛子。松永健司元全女副社長の妻の姪に当たる。全日本女子プロレス黎明期に活躍し、日本人初のWWWA世界シングル王者であり22度の防衛記録を持つ。さらに同期の岡田京子とともに美人レスラーの先駆け的存在でもあり、マッハ文朱がデビューする前の全女の顔であった。

## 経歴
1965年、全日本女子プロ・レスリング協会に入門。
1967年7月1日、日本女子プロレスでデビュー。
1968年、全日本女子プロレス旗揚げに参加。
1970年10月15日、マリー・バグノンを倒し、第3代WWWA世界シングル王者となる。これを機にWWWAの「赤いベルト」が広く知られるようになった。
その後、WWWA世界シングル王座を22度防衛。その間、ジャンボ宮本とのタッグで1971年6月30日には初代WWWA世界タッグ王座にも君臨する。
日本人女子として初めて金網デスマッチにも挑戦した。
1972年3月9日、ジーン・アントンに敗れ王座陥落も、2度返り咲く。
同年7月1日、3度目の王座陥落。直後の7月26日にWWWA世界タッグ王座2度目の返り咲きも9月18日陥落。その後引退。
毒蝮三太夫によると、久米宏が担当していたラジオ番組内で京愛子の相手をした事があり、飛び蹴りが誤って顔面に当たってしまった事を、毒蝮が担当する長寿番組「毒蝮三太夫のミュージックプレゼント」内で語っていた事がある。

## 獲得タイトル
- AGWAインターナショナルタッグ王座
- WWWA世界シングル王座
- WWWA世界タッグ王座